# Countrywide Classic 2001
Il Countrywide Classic 2001 è stato un torneo di tennis giocato sul cemento. È stata la 74ª edizione del Countrywide Classic (o Mercedes-Benz Cup),  che fa parte della categoria International Series nell'ambito dell'ATP Tour 2001. Il torneo si è giocato a Los Angeles negli USA, dal 23 al 29 luglio 2001.

## Campioni

### Singolare
Andre Agassi ha battuto in finale  Pete Sampras con il punteggio di 6–4 6–2

### Doppio
Mike Bryan /  Bob Bryan hanno battuto in finale  Jan-Michael Gambill /  Andy Roddick con il punteggio di 7–5, 7–6(6)